# Argelia (Cauca)
Argelia es un municipio colombiano ubicado al occidente del departamento del Cauca en el piedemonte de la cordillera occidental sobre la llanura del Pacífico. Ubicado sobre el macizo Colombiano, se convierte así es un municipio muy rico en cuanto a flora y fauna.

## División Político-Administrativa
Aparte de su Cabecera municipal. Argelia tiene los siguientes Centros poblados:
- El Diviso
- El Mango
- El Plateado
- La Belleza
- Puerto Rico
- San Juan Guadua
- Sinaí

## Historia
La región de Argelia fue tradicionalmente habitada por los indígenas Guapíos, Telembias y Barbacoas.
En la época de la conquista, el territorio que hoy corresponde al municipio de Argelia fue habitada por las tribus de los indios Guapios, Telembias y Barbacoas; estos últimos poco numerosos y de costumbres salvajes. Cinco siglos después, al llegar los primeros colonizadores entre los años 1905 y 1918, gran parte la región producía la cera de laurel con la cual se hacían velas y otros derivados para el uso doméstico. Este producto fue explotado por los habitantes de la región de Argelia hasta el año 1965 aproximadamente, convirtiéndose en una de las principales fuentes de ingreso económico de la gente que por esa época habitaba los contornos. Con el correr de los años, desde los albores del siglo, muchos inmigrantes empezaron a llegar, venidos de todas las latitudes del país, especialmente del suroccidente colombiano, y así fueron habitando las muchitas laderas y las contadas planicies del municipio, atraídos muy posiblemente por la fertilidad sus tierras y en busca de mejores condiciones de vida. Fueron manojos de familias de procedencia valluna, nariñense, tolimense, huilense y los infaltables paisas, ya sean los propios (antioqueños) o los del "viejo caldas", quienes al mezclar sus costumbres e idiosincrasia vinieron a conformar el más interesante y variado grupo demográfico que hoy habita la región. Creación como municipio por ordenanza número 2 de 8 de noviembre de 1967 de la asamblea del departamento del Cauca, siendo el líder más destacado el señor Aníbal de Jesús Arcila Castaño. También trabajaron los señores Carlos Guillermo Gamboa, Norbertino Adrada, Gerardo Bravo, Audelo Erazo, Ulpiano Siluz, Heriberto Samboni, Jesús Giraldo, Álvaro García, Lila Nubia Solarte, Reynaldo Muñoz, Sonia Astaiza, Miriam Ruiz, entre otros.
Los primeros colonos llegaron a la región principios del siglo XX atraídos por el comercio de la cera de laurel. Desde 1912 hasta 1918 un grupo de colonos se establece en lo que hoy es Argelia en la confluencia de los ríos San Juan de Micay y Puentetierra. El poblado recibió inicialmente el nombre de San Juan.
Argelia fue instalado como corregimiento del municipio del Tambo en 1927. Fue establecido como municipio el 3 de noviembre de 1967.
La historia reciente que se podría denotar a partir de los años noventa, corre por un contexto de violencia generalizada al interior del municipio, junto con el cultivo de coca aparecen las antes FARC, los paramilitares, ELN, y bandas dedicadas a controlar la cadena productiva de la coca, a partir de esta época y con la confrontación de estos grupos, aparecen asesinatos no solo de combatientes sino de población campesina, generando así un desplazamiento masivo de los Argelianos principalmente hacia la capital del departamento del Cauca. En estos términos de logra resumir acontecimientos demarcados por la violencia.
por otra parte, al interior del municipio se ha convertido en tradición la realización de las semanas culturales y deportivas que se vienen realizando año tras año a partir de 1983.

## Clima
El clima es cálido húmedo con una temperatura promedio de 24 °C.

## Economía
La base de su economía hasta mediados de los noventa fue la agricultura
los bajos precios del café y a una desatención en resolver los problemas del campo, el campesino busca fuentes de ingresos alternas en el cultivo de coca, convirtiéndose este cultivo y el comercio en las principales fuentes de ingreso de la población campesina. hace poco menos de dos años la población ha entendido que otras fuentes de ingresos pueden generar beneficios sociales muy superiores a los generados con el monocultivo de coca, y a partir de este momento se está dando paso a una economía licita representada de nuevo por el cultivo de café, frutales, gallinas ponedoras, proyectos pecuarios y la piscicultura.